# Mihrumah szultána
Mihrimah Hanim oszmán szultána (Kütahya, 1547 – Lurisztián, 1602)
I. Szulejmán oszmán szultán és felesége Hürrem szultána unokája, Bajazid herceg első leánygyermeke, édestestvérei Orhan herceg (  született: 1543), Oszmán herceg (1545), Abdullah herceg( 1548),
Ayşe szultána (1553). Féltestvérei: Hanzade, Hatice, Mahmud és Mehmed voltak.
Mihrumah a nevét nagynénjéről, Mihrimah szultánáról kapta, aki Bayazid fő támogatója volt. Miután apját és fivéreit megölték árulással, az akkor 14 éves hercegnőt elválasztották anyjától és férjhez adták Damat Muzzafer pasához aki Lurisztián kormányzója volt, a pasától három gyermeke született:

## Gyermekei
- Mehmed Bey (1563) aki 1621-ben halt meg.
- Murad Bey ( 1566)  1617-ben halt meg.
- Hatice szultána (1568) 1630-ban halt meg.
- Osman Beg Knezevic (1568-1627)